# Kirche Plötz

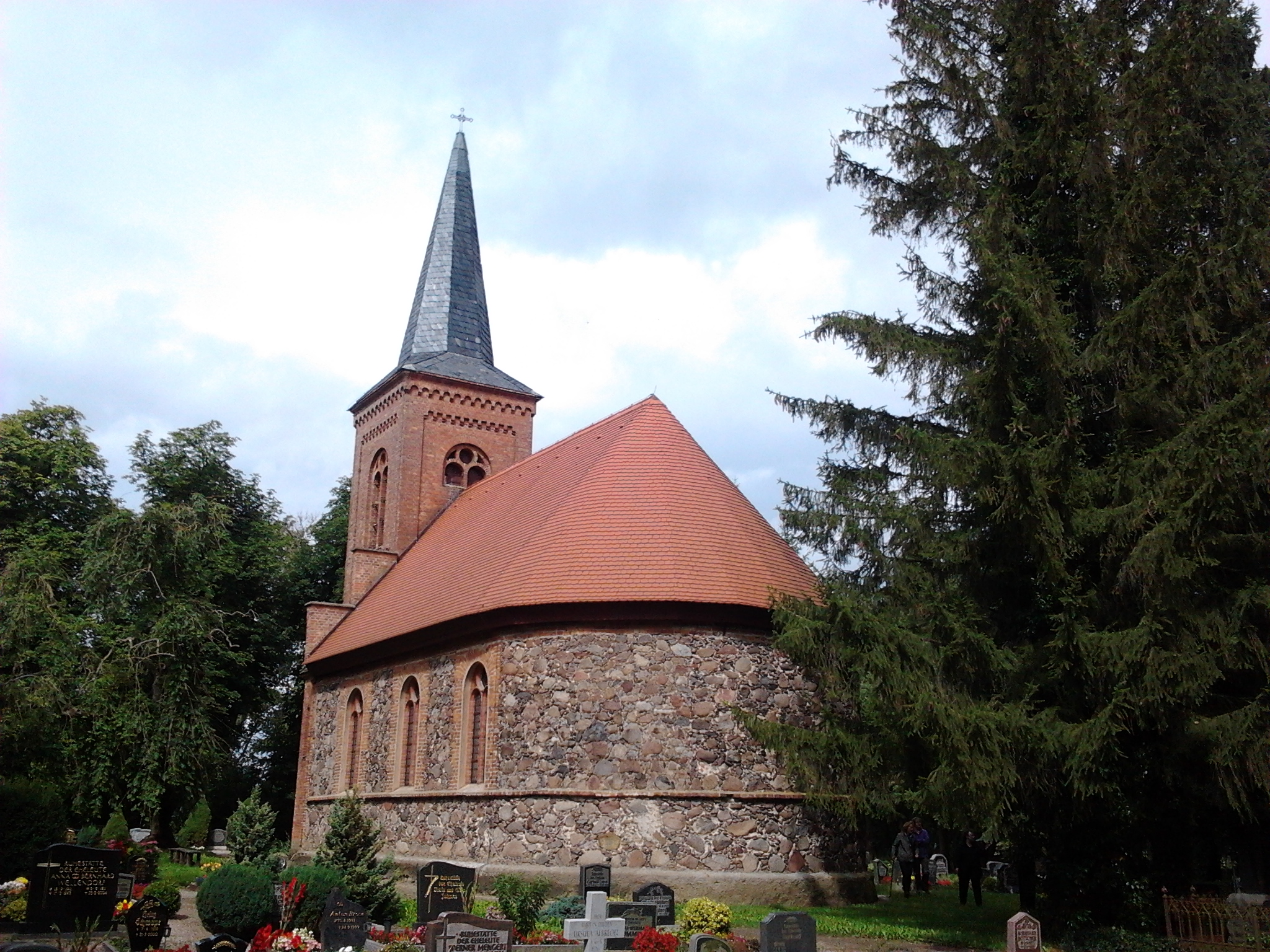
Kirche Plötz

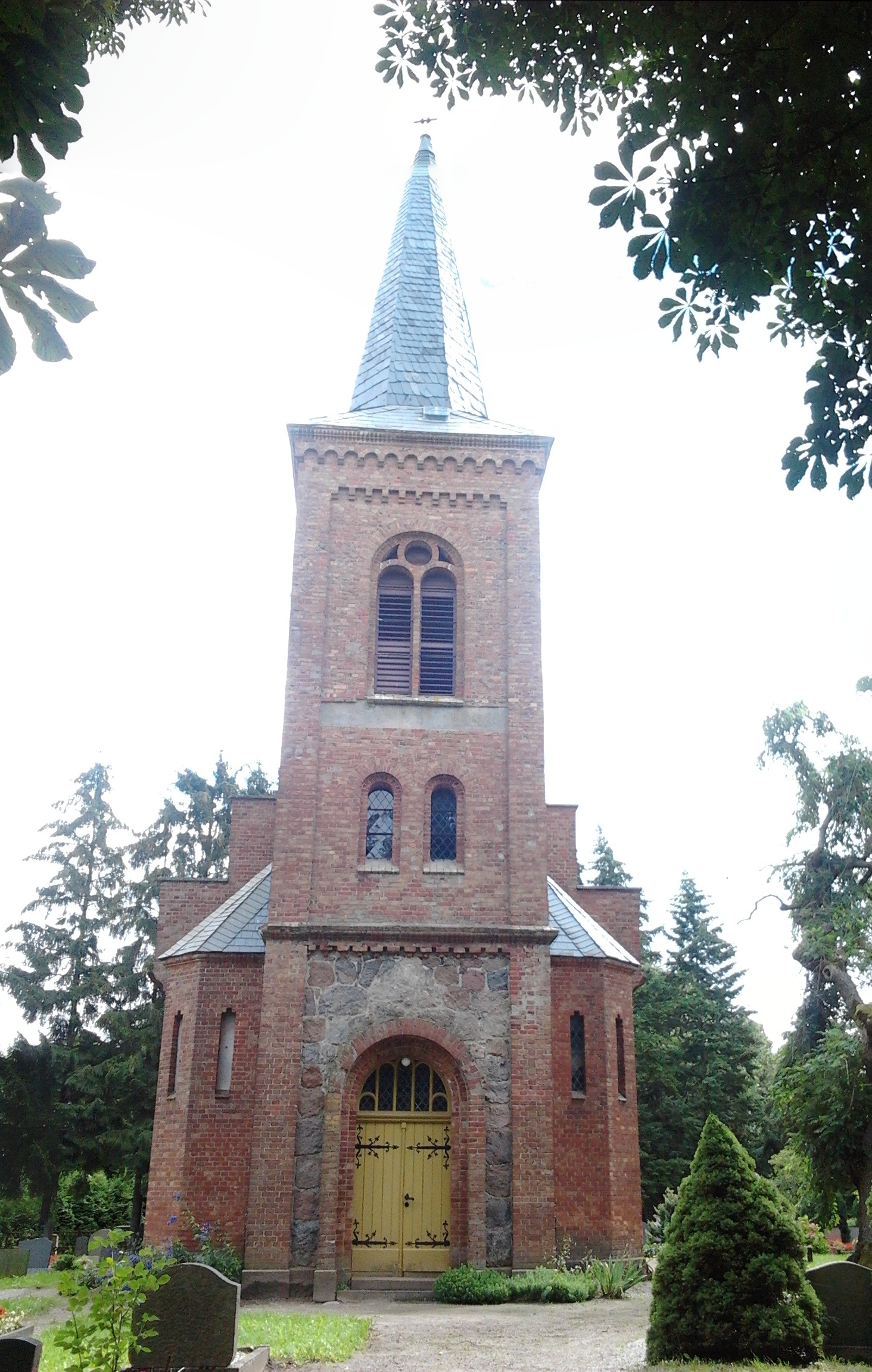
Kirchturm

Die Kirche Plötz ist ein neuromanisches Kirchengebäude im Ortsteil Plötz der Stadt Jarmen im Landkreis Vorpommern-Greifswald in Mecklenburg-Vorpommern. Sie gehört zur Kirchengemeinde Kartlow–Völschow in der Propstei Demmin des Pommerschen Evangelischen Kirchenkreises.
Im 16. Jahrhundert wurde in Plötz eine Tochterkapelle der Kartlower St.-Johannis-Kirche erwähnt. Dieser Fachwerkbau war 1672 baufällig und wurde 1693 saniert. 1833 wurde erneut Baufälligkeit festgestellt. Nachdem die Kirche 1836 bei einem Sturm beschädigt worden war, wurde sie als Feldsteinkirche neu aufgebaut und 1841 geweiht. Mit dem Bau des Kirchturmes erhielt die Kirche gegen Ende des 19. Jahrhunderts ihr heutiges Aussehen. Die Schiefereindeckung des Turmes wurde 1983 erneuert, das Kirchendach 1998 neu eingedeckt.
Die Plötzer Kirche ist ein rechteckiger Saalbau aus Feldstein mit Backsteineinschlüssen und einem halbrund geschlossenen Chor. Der eingezogene quadratische Westturm hat ein Oberteil aus Backstein mit neuromanischen Formen. Die Ausstattung stammt von 1841.
Die Orgel aus der Werkstatt von Barnim Grüneberg wurde 1881 eingebaut und 1990 überholt. Das Geläut bestand ursprünglich aus drei Glocken, von denen die kleinste, 1486 gegossene, erhalten ist.